# Trossschiff

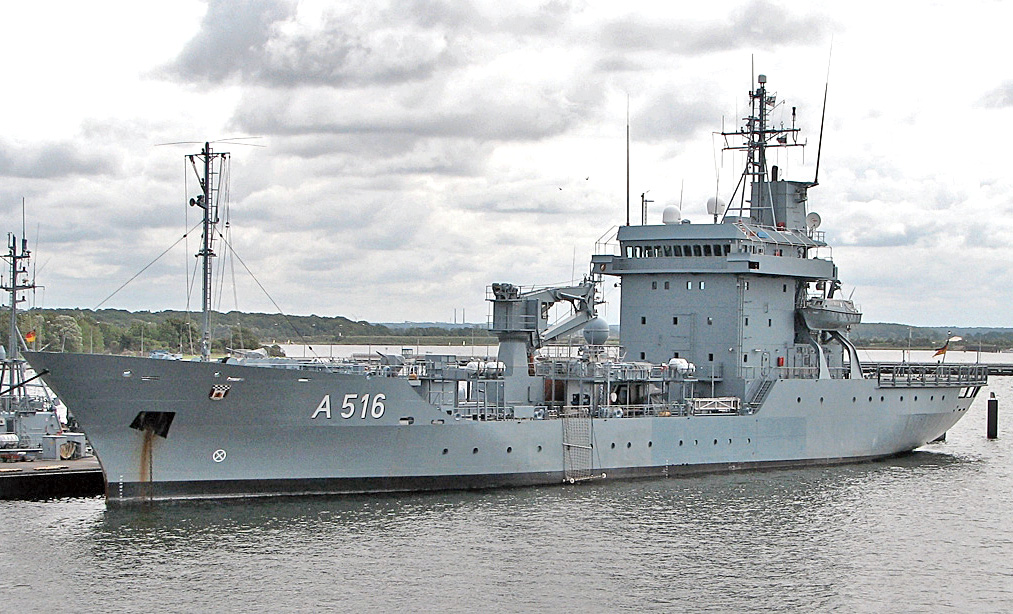
Tender Donau

Trossschiffe (spätmittelhochdeutsch trosse „Gepäck“) haben als militärische Versorgungsschiffe die Aufgabe, große Kriegsschiffe wie Flugzeugträger oder Kreuzer und deren Verbände bei ausgedehnten Operationen weitab von heimatlichen Nachschubbasen zu versorgen. Sie dienen nicht wie andere Kriegsschiffe zu unmittelbaren Kampfhandlungen, sondern vielmehr der logistischen Unterstützung der Kampfeinheiten.
Diese Schiffe mit einer Tonnage von 1000 bis 12.000 Bruttoregistertonnen müssen für die Kampfeinheiten nicht nur Kraftstoff, Munition, Ersatzteile und Proviant bereitstellen, sondern sind auch für die Beförderung von Gefangenen bestimmt. Sie sind ungepanzert und nicht oder nur leicht bewaffnet. Sie sind im Frieden meist nicht militärisch besetzt, sondern mit zivilen Besatzungen bemannt.
Trossschiffe sind entweder wie Kampfschiffe in die Liste der Kriegsschiffe eingetragen und gelten daher in militärischen Konflikten als Kombattant, oder sind rein zivile Hilfsschiffe im Dienst einer Marine; als Zeichen ihres Status führen sie dann in vielen Ländern anstelle der Flagge der Seestreitkräfte eine Sonderflagge. Im Fall der Deutschen Marine ist das die Bundesdienstflagge.